# Шерешевський Владислав Леонідович
Владислав Леонідович Шерешевський (25 лютого 1964, Київ) — український живописець, графік. Живе та працює в Києві.

## Біографія
Навчався в Республіканську художню школу ім. Т. Г. Шевченка. Закінчив Київський державний художній інститут (1991). Педагоги з фаху — В. Чебаник, Г. Галинська. Член Спілки художників України з 1992 року. У 1995 році став стипендіатом Міністерства культури Німеччини.

## Творчість
За даними аналітиків артринку України, Владислав Шерешевський належить до десятки найуспішніших українських художників. Шерешевського називають анфан террібль українського сучасного арту, порівнюючи його класичний стиль з живописом Федора Кричевського. Дмитро Корсунь, арткритик, історик, живописець, реставратор, куратор артпроєктів, так визначив стиль Шерешевського: «Художник Владислав Шерешевський ніколи не рухається в сторону багнистого абсурду і безвиході. Він скоріше легковажний і насмішкуватий, але не злий і похмурий. Людина для нього — не пляма природи, а домашній космос, скромний самовідданий захисник крихітного родинного вогнища».

Сам Шерешевський зазначає багатошаровість сприйняття своїх робіт: спочатку це гумор, посмішка, потім глядач вбачає парафрази з класичного живопису, як-от Рафаель, мотиви «великого» Вермеєра, сєровські мотиви . «Але головне — в синтезі того і цього у картинах. Завдяки такому поєднанню смішне може водночас видаватися ще й сумним. Та це вже — для тих, хто зовсім розуміє», — каже художник.

Шерешевський з посмішкою дивиться на фантастичний, алогічний, абсурдний, але привабливий для нього світ. Він іронізує над історією і політикою, рекламою і телебаченням, релігією і національною ідеєю, поєднуючи мало сумісні сюжети і догми. Навіть самі назви картин кажуть про широкий діапазон тем, яких торкається художник: «Смерть галеристки», «Чистотайд», «Джобс», «Христос і гуцули», «Перший національний», «Система Станіславського», «Де кілька», «Зняття з хреста», «Андроїди», «Молодий Шевченко у художника Шерешевського», «Аліса», «Самсунг», «Сім сорок», «Модест Петрович», «Б. Г.», «Нестор Іванович», «Вконтакте», «Плебейсціт», «Раша тудей».
Головними особливостями живопису Шерешевського є великі мазки, фактурність і копіткість в опрацюванні деталі. Його роботи виконані не лише в реалістичній традиції (станковий живопис), але також і в естетиці примітивізму, гротеску, постмодерністської іронії і самоіронії, неопоп-арту.

### Живопис
Виставки різних років.
- 2025 – “Housemaster” (Triptych Art Gallery, м. Київ)
- 2024 – “На часі?” (Національний музей "Київська картинна галерея", м. Київ)
- 2024 – “Sixtin” виставка, присвячена 60-річчю (ЦСМ галерея “Білий світ”, м. Київ)
- 2023 – “Київська перепічка” (Національний музей "Київська картинна галерея", м. Київ)
- 2023 – “Війна. Життя триває” (галерея “Vakulenko gallery”, м. Київ)
- 2022 – “Рік тривоги” (Київський Національний музей Т. Г. Шевченка)
- 2022 – участь у проекті “Пьяццо України” (Венеційське бієналє, Італія)
- 2022 – “Воєнний стан” (ЦСМ  “Білий світ”, м. Київ)
- 2021 – “Holiday” (Львівська національна галерея мистецтв ім. Б. Г. Возницького, м. Львів)
- 2021 – “Поривчастий” (Національний музей “Київська картинна галерея”)
- 2020 – “День знань” (галерея “White World”, м. Київ)
- 2020 – “Місця” (галерея “Зелена канапа”, м. Львів)
- 2019 – “ЕХІТ” (галерея “Триптих-Арт”, м. Київ)
- 2019 – “POST” (“Шоколадний будинок” філіал Київської картинної галереї, м. Київ)
- 2019 – “Майстер? Клас!” (галерея “BureauArt”, м. Суми)
- 2018 – “Свіжина” (Центральний будинок художника, м. Київ)
- 2017 – “Моя Україна” Персональна виставка разом з В. Харченко (м. Гаага, Нідерланди)
- 2017 – “Весь у білому”, (галерея “White World”, м. Київ)
- 2017 – “Доробок” (Музей історії міста Києва, каталог)
- 2016 – “Як я провів літо” (галерея “Дукат”, м. Київ)
- 2016 – “Супер, супер маркет” (Музей українського живопису, м. Дніпро)
- 2016 – “На любителя” (галерея “Триптих-Арт”, м. Київ)
- 2015 – “Вай-фай” (Музей історії м. Києва)
- 2015 – “Піпл” (галерея “Мистецька збірка”, м. Київ)
- 2015 – Персональна виставка (Арт галерея, м. Суми)
- 2014 – “По 50” (Київський Національний музей російського мистецтва, м. Київ)
- 2013 – Персональна виставка (Музей сучасного мистецтва, м. Київ, каталог)
- 2012 – Персональна виставка (галерея “Автограф”, м. Одеса)
- 2012 – “Вино і м’ясо” (галерея “Триптих-Арт”, м. Київ)
- 2012 – “Восьмий поверх, ліворуч” разом з Л. Бернатом (Фонд сприяння розвитку мистецтв, м. Київ)
- 2011 – “Дитяча” (галерея “Примус”, м. Львів)
- 2011 – “Явлення народу” (Фонд сприяння розвитку мистецтв, м. Київ)
- 2010 – Звітна виставка, (галерея “Триптих”, м. Київ, каталог)
- 2010 – Персональна виставка (галерея “Да-да-да”, м. Одеса)
- 2010 – Персональна виставка (ЦБХ, м. Москва, росія)
- 2010 – “Картини маслом”, (Палац мистецтв, м. Львів)
- 2010 – Персональна виставка (галерея “Арт-усадьба”, м. Ялта)
- 2009 – “Шерешевский в Русском”, виставка з нагоди 45-річчя художника (Київський Національний музей російського мистецтва, Київ, буклет)
- 2008 – “День вчителя” (Український дім, м. Київ, каталог)
- 2008 – “Ван Гог і я” (Фонд сприяння розвитку мистецтв, м. Київ, каталог)
- 2008 – “Україна наша” (Аntins collection, м. Київ)
- 2008 – “Жіночий день” (галерея “Триптих”, м. Київ, каталог)
- 2007 –  виставка “З приватних зібрань” (Український дім, м. Київ)
- 2007 –  виставка в галереї “Да Вінчі” (м. Київ)
- 2007 – “Кулінарія” (“White gallery”, м. Київ, каталог)
- 2006 –  “Краса врятує світ” (галерея “Триптих”, м. Київ, каталог)
- 2005 – “Заповіти майстрів” (сумісно з М. Вайсбергом, галерея “Ательє Карась”, м. Київ, Україна)
- 2005 – “Брати і сестри” (галерея “Арт-Блюз”, м. Київ)
- 2004 – “Сцени” (галерея “L-ART”, м. Київ)
- 2004 – “Animals навесні” (галерея “Триптих”, м. Київ)
- 2003 –  персональна виставка (галерея “Ательє Карась”, м. Київ, каталог)
- 2003 – “Засоби пересування” (галерея “Триптих”, м. Київ, каталог)
- 2002 – “Хід коня” (галерея “Триптих”, м. Київ)
- 2002 –  персональна виставка (галерея “Тадзіо”, м. Київ)
- 2001 – “Подарунки” (галерея “Ательє Карась”, м. Київ)
- 2000 – галерея “Pavlovsky” (Утрехт, Голандія, каталог)
- 1999 – галерея “Ірена” (м. Київ, буклет)
- 1998 – “Неоностальгія” (галерея “Ательє Карась”, м. Київ)
- 1997 – галерея “Ірена” (м. Київ, буклет)
- 1995 – “Blank Art Gallery” (м. Київ, буклет)
- 1995 – арт-клуб “Земля” (м. Київ)
- 1995 – Персональна виставка, (Муніципальна галерея м. Мюнхена, Німеччина)
- 1994 – Helling Gallery (м. Гамбург, Німеччина)
- 1994 – Impex Art Gallery (м. Мілан, Італія)

Виставка «Піпл» (2015) — один з найвідоміших проєктів художника. Це проєкт про реалії українців. Владислав Шерешевський правдиво і з гумором розповідає про війну, про надію, про любов і про те, які протилежні речі можуть стояти за словом «людина». Художник так пояснює ідея цієї виставки: «На ідею для виставки мене наштовхнуло місце розташування галереї „Мистецька збірка“. Вона знаходиться між музеями російського і західного мистецтва. Я вирішив символічно показати, як в українській культурі переплелися західні і східні елементи. Після відвідання голадських музеїв виникла ідея написати свій варіант малих голландців: великі форми на сучасний лад. Далі я захотів відповісти чимось зі сходу. Тому в мене з'явились картини: східна Україна, яка вона зараз, її мешканці. Виставка вийшла на європейський манер, але з певним орієнтальним кітчем».

У квітні 2018 року в Центральному будинку художника в Києві відбулася виставка Шерешевського «Свіжи на». Дмитро Корсунь писав про Шерешевського:
«В живопису, що носить підпис Шерешевського, завжди знаходиться місце для підміни, виверту, імплантованої цитати, симуляції, сміховинної плутанини. Тільки на його картині можуть бути поєднанні в єдине стильове ціле Репін і Ван Гог, Едуар Мане і Клод Моне, голландський натюрморт і розбурхане море епохи романтизму…

Владислав — майстер гротеску, смішного, в'їдливого. Його гротеск несе в собі сучасний міський фольклор, політичну злобу дня, пістрявий карнавал студентського гуртожитку. Художник вміє весело перетрусити все те, що називається загальнокультурними надбаннями. У нього вони проходять загальну перевірку на здоровий глузд і життєздатність. Дивлячись на подібний опус, чомусь розумієш, що світ вцілів, бо сміявся. Шерешевський — це художник- сміхач».

## Роботи в музеях та галереях
Твори знаходяться в музеях та приватних колекціях США, Ізраїлю, Греції, Швеції, Італії, Польщі, Німеччини (фірма «Даймлер Бенц», муніципальна галерея Мюнхена, Міністерство культури Баварії), України (Музей мистецтв України) та інших країнах світу.

## Громадянська позиція
Говорячі про теми своїх робіт, художник зазначає: «Ти розумієш, помаранчева революція мало на мене вплинула в плані творчості або інтересу до політики. А остання за часом — дуже сильно. Ось я і пишу те, про що думаю, про те, що мене найбільше хвилює. І впевнений, що саме „політичний“ живопис і залишиться в історії! Він створений тут і зараз — людиною, яка сама бере участь у подіях. Ця правда, цей настрій не повториться». Таку позицію поділяли інші відомі художники, як-от М. Вайсберг, О. Белюсенко, О. Придувалова, які також «документували на полотні» українські події 2013—2014 років.

### «Рашатудей»
Картину «Рашатудей» Шерешевський намалював у 2015 році. Про неї журналіст Альберт Цукренко написав: "Теми російської сучасності зустрічалися у Шерешевського і раніше, але нечасто, і подавалися зазвичай в якомусь нейтрально-понурому ключі, як щось минуле і вже малоцікаве. Тепер же зовсім не так: у нових «російських мотивах» у Шерешевського з'явилася емоція, пристрасть — з сильним знаком мінус. Це огида, жах, глузування — в картині «Рашатудей», наприклад. Коротше кажучи, автор розставляє акценти просто і прямо, без оцих ось «можлива й альтернативна точка зору».

У 2015 році Захар Прилєпін, російський письменник, українофоб і терорист, учасник терористичних збройних формуваннях на окупованій території Донбасу, написав у своєму блозі ЖЖ: «…и вот я, всё понимающий про Украину, даже любящий её, уважающий право замайданных украинцев петь как им нравится, вдруг чувствую в себе непоборимое желание въехать в Киев на первом танке. Найти Шерешевского, где-нибудь за полотнами его музея, и ласково спросить: — Ну, покажи картины-то… где там у тебя? Крымтудей, крымсюдей? Х.йло, муйло, Голландия? Что ты там намалевал, блядь, извлекай. Будем любоваться. Вот тут пришёл шахтёр, матрос, нацбол, боец из породы моторол — они тоже будут посмотреть».
Іншим прикладом реакції російських «мистецьких кіл» є допис архітектора і фотографа Євгена Григор'єва, назвавшего Шерешевського «живописцем-фашистом»:

«Жанровые же произведения Шерешевского, к коим относится и описываемый здесь „Рашатудей“ — увы, показался нам вовсе набором каких-то сюжетных бессмыслиц, впрочем, так же безобразно нарисованных, приводить которые мы не посчитали нужным. Будет желание — увидите».